# Rödgrund (Lemland, Åland)
Rödgrund är ett skär i Åland (Finland). Det ligger i Skärgårdshavet och i kommunen Lemland i landskapet Åland, i den sydvästra delen av landet. Ön ligger nära Mariehamn och omkring 280 kilometer väster om Helsingfors. Länsväg 30 från Mariehamn till Järsö går över Rödgrund.
Öns area är 0,025 kvadratkilometer och dess största längd är 0,3 kilometer i nord-sydlig riktning. Närmaste större samhälle är Mariehamn, 5,4 km norr om Rödgrund.